# Tungvrickare
| Tungvrickare |
| --- |
| · "W Szczebrzeszynie chrząszcz brzmi w trzcinie" (polska för 'I Szczebrzeszyn låter skalbaggen i vassen'). - Betydelse – fras som konstruerats för att vara svår att uttala - Syfte – som ordlek, lyfter fram egenheter i det egna språket - Svårigheter – varierande men snarlik konsonantföljd, toner (i tonspråk) eller vokaler/diftonger - Exempel – "sex laxar i en laxask" (på svenska) |

En tungvrickare eller tungvrickningsramsa är en fras som konstruerats för att vara svår att uttala. Det är en variant av ordlek.

## Svenska exempel
Nedan listas olika exempel på tungvrickare i svenskan.
- Fem pepparkorn i en kopparpanna.
- Flyg, fula fluga, flyg och den fula flugan flög.
- Kvistfritt kvastskaft.
- Packa pappas kappsäck.
- Platsbrist på en plastbrits.
- Sex laxar i en laxask.[3]
- Sju sjösjuka sjömän på sjunkande skeppet Shanghai sköttes av sju sköna sjuksköterskor.
- Typiskt västkustskt.

## Exempel på andra språk
Nedan listas olika exempel på tungvrickare i några andra språk. Språken listas alfabetiskt.

### Engelska
- How much wood would a woodchuck chuck if a woodchuck could chuck wood? It would chuck all the wood a woodchuck could chuck if a woodchuck could chuck wood.
- If two witches watched watches, which witch would watch which watch?
- She sells seashells by the seashore,

The shells she sells are seashells, I'm sure.
So if she sells seashells on the seashore,
Then I'm sure she sells seashore shells."

### Italienska
- Apelle figlio d'Apollo fece una palla di pelle di pollo. Tutti i pesci vennero a galla per vedere la palla di pelle di pollo fatta da Apelle figlio d'Apollo.
- Sopra la panca la capra campa, sotto la panca la capra crepa.

### Japanska
- 赤巻き紙、青巻き紙、黄巻き紙。(Akamakigami, aomakigami, kimakigami.)
- 坊主が屏風に上手に坊主の絵を描いた。(Bouzu ga byoubu ni jouzu ni bouzu no e wo kaita.
- ひよこぴょこぴょこ三ぴょこぴょこ。あわせてぴょこぴょこ六ぴょこぴょこ。(Hiyoko pyoko pyoko mi pyoko pyoko. Awasete pyoko pyoko mu pyoko pyoko.)
- 生麦、生米、生卵。(Namamugi, namagome, namatamago.)
- 李も桃も桃のうち。 (Sumomo mo, momo mo, momo no uchi.)

### Katalanska
- A cap cap cap que Déu deu deu ('I inget fall är det så att Gud är skyldig tio'.)[5]
- Plou poc, però plou prou per omplir un pou. ('Det regnar lite, men det regnar nog för att fylla en brunn.')
- Setze jutges d'un jutjat mengen fetge d'un penjat

Den kanske mest kända tungvrickaren på katalanska, med den något magstarka betydelsen 'Sexton domare i en rätt äter lever från en hängd'. Setze Jutges kom på 1960-talet även att bli namnet på en musikalisk gruppering inom nova cançó-rörelsen. Denna tungvrickare har även en längre variant:
- Setze jutges d'un jutjat mengen fetge d'un penjat. Si el jutjat es despengés, es menjaria el setze fetges dels setze jutges que l'han jutjat.[7][8] ('Sexton domare i en rätt äter lever från en hängd. Om den hängde blev avhängd, skulle de sexton levrarna hos de sexton domarna i rätten bli uppätna.')
- Tinc cinc fills tísics i prims i amics íntims, vint-i-cinc. ('Jag har fem TBC-sjuka och klena barn samt tjugofem nära vänner'.)

### Kinesiska
- 四是四, 十是十, 十四是十四, 四十是四十, 四十不是十四, 十四不是四十. 
  - (Sì shì sì, shí shì shí, shí sì shì shí sì, sì shí shì sì shí, shí sì bú shì sì shí, sì shí bú shì shí sì.)
  - (Fyra är fyra, tio är tio, fjorton är fjorton, fyrtio är fyrtio, fyrtio är inte fjorton, fjorton är inte fyrtio)

### Polska
- Pocztmistrz z Tczewa.

- Spod czeskich strzech szło Czechów trzech ('Tre tjecker traskar under det tjeckiska stråtaket.)
- Stół z powyłamywanymi nogami.

- W Szczebrzeszynie chrząszcz brzmi w trzcinie i Szczebrzeszyn z tego słynie, wół go pyta – panie chrząszczu, po cóż pan tak brzęczy w gąszczu? ('I Szczebrzescyn låter skalbaggen i vassen och Szczebrzescyn är känd för detta, och oxen frågar honom – Skalbaggarnas herre, varför surrar du i snåren?')

Ur den i Polen berömda barnramsan "Chrąszcz" av poeten och satirikern Jan Brzechwa.
- W czasie suszy szosa sucha.

### Tyska
- Blaukraut bleibt Blaukraut und Brautkleid bleibt Brautkleid.
- Bringt man Opi Opium, bringt Opium den Opi um.
- Der Cottbuser Postkutscher putzt den Cottbuser Postkutschkasten.
- Essig ess' ich selten. Ess' ich Essig, ess' ich Essig mit Salat.
- Fischers Fritz fischt frische Fische, frische Fische fischt fischers Fritz.